# Willie Soon
Willie Wei-Hock Soon, conosciuto come Willie Soon (Kangar, 30 settembre 1965), è un ingegnere e astrofisico malaysiano naturalizzato statunitense.
È conosciuto per la sua posizione scettica sui cambiamenti climatici.

## Biografia
Dopo avere frequentato le scuole in Malaysia, Soon si è trasferito negli Stati Uniti e ha studiato ingegneria aerospaziale all'Università della California meridionale, conseguendo il Bachelor of Science nel 1985, il master universitario nel 1987 e il Ph.D nel 1991. Dopo il dottorato, Soon ha ottenuto un assegno di ricerca post-dottorato all'Harvard-Smithsonian Center for Astrophysics fino al 1996 e ha svolto ricerche sulla fisica del Sole e delle stelle. Dal 1997 ha lavorato come astrofisico all'Harvard-Smithsonian Center in qualità di dipendente con ricerche finanziate dall'esterno. Dal 1992 ha lavorato anche come astronomo all'Osservatorio di Monte Wilson, incarico che ha ricoperto fino al 2009. Nel 2011, adducendo motivi di salute, è diventato ricercatore a tempo parziale presso l'Harvard-Smithsonian Center. Nel corso della sua carriera, Soon è stato anche professore invitato in Malaysia all'University of Putra e in Cina alla Xiamen University. Soon è autore o coautore di due libri e più di cento articoli scientifici.

## Posizioni sui cambiamenti climatici
Soon ha assunto una posizione scettica sul consenso scientifico riguardo al riscaldamento globale. Egli attribuisce la responsabilità del riscaldamento all'attività solare e non alle emissioni di anidride carbonica dovute alle attività umane. Soon ha fatto parte, in qualità di collaboratore, dell'Istituto George C. Marshall ed è affiliato all'Heartland Institute, due centri studi di orientamento conservatore impegnati a promuovere lo scetticismo sui cambiamenti climatici. Nel 2003 Soon ha pubblicato, insieme all'astrofisica Sallie Baliunas, un articolo sulla rivista Climate Research in cui si sosteneva che il XX secolo non è stato probabilmente il periodo più caldo dell'ultimo millennio. Poco tempo dopo la pubblicazione, un gruppo di tredici famosi scienziati del clima (tra cui Michael E. Mann) ha contestato in un altro articolo le affermazioni di Soon e Baliunas. Altri scienziati hanno sottolineato che Soon non ha una competenza specifica nel ramo della climatologia, dato che la sua formazione specialistica ha riguardato l'ingegneria aerospaziale e la sua esperienza lavorativa la fisica del Sole, mentre la ricerca sul clima richiede conoscenze più complesse, con capacità di ricerche specializzate ed esperienze di prima mano nel settore. Nel 2011 l’organizzazione ambientalista Greenpeace, dopo aver richiesto i documenti tramite il  FOIA, ha pubblicato i risultati di una sua indagine che ha rivelato che Soon ha ricevuto finanziamenti per più di 1 milione di dollari in un periodo di 10 anni da vari gruppi di interesse operanti nel settore petrolifero; tra i finanziatori di Soon c'erano la ExxonMobil e l'American Petroleum Institute. Soon ha ammesso di aver ricevuto i pagamenti, ma ha negato di esserne stato influenzato  nel suo lavoro scientifico. Nel 2015 Soon è stato coautore di un articolo sui modelli climatici scritto con il giornalista e politico britannico Christopher W. Monckton, il professore di geografia David Legates e l'esperto di statistica William M. Briggs, che è stato pubblicato sul Chinese Science Bulletin. Il climatologo Gavin Schmidt ha definito l'articolo come "spazzatura completa", chiarendo che il modello utilizzato da Soon e coautori non è nuovo e che essi "limitano arbitrariamente i suoi parametri e poi dichiarano errati tutti gli altri modelli".